# Thyreus sicarius
Thyreus sicarius är en biart som beskrevs av Maurits Anne Lieftinck 1962. Thyreus sicarius ingår i släktet Thyreus och familjen långtungebin. Inga underarter finns listade i Catalogue of Life.